# Coelorinchus caelorhincus
Coelorinchus caelorhincus és una espècie de peix de la família dels macrúrids i de l'ordre dels gadiformes.
Pot assolir 48 cm de llargària total. Es nodreix d'organismes bentònics: poliquets, cefalòpodes, gastròpodes i crustacis (copèpodes, isòpodes, Cumacea i Natantia) i peixos. És depredat per Galeus melastomus i Merluccius albidus.

## Hàbitat
És un peix d'aigües profundes que viu entre 90-1250 m de fondària, tot i que normalment ho fa entre 200-500.

## Distribució geogràfica
Es troba a l'Atlàntic nord-oriental, la mar Mediterrània i el Canadà.

## Longevitat
Pot arribar als 10 anys de vida.